# Leptachirus kikori
Leptachirus kikori är en fiskart som beskrevs av Randall 2007. Leptachirus kikori ingår i släktet Leptachirus och familjen tungefiskar. Inga underarter finns listade i Catalogue of Life.